# Ferdinand-Tönnies-Arbeitsstelle
Die Ferdinand-Tönnies-Arbeitsstelle (FTA) ist eine soziologische Forschungsstätte an der Universität Klagenfurt. Sie besteht seit 1982, war aber bis 2003 an der Universität Hamburg angesiedelt.

## Ziele
Sie hält die Entdeckungen von Ferdinand Tönnies für wichtig und will seine Theorien bei der Gestaltung des gegenwärtigen Gemeinwesens einsetzen. Es soll mithin nicht allein über, es soll mit Tönnies gearbeitet werden.

## Geschichte

### Hamburg 1982–2002
Die FTA wurde im Sommersemester 1982 von Alexander Deichsel als „Arbeitsstelle“ am Institut für Soziologie der Universität Hamburg formal begründet, erste Wissenschaftliche Mitarbeiter waren Rolf Fechner und Rainer Waßner. Von Anfang an arbeitete sie wissenschaftlich und persönlich mit der Ferdinand-Tönnies-Gesellschaft (FTG) in Kiel und deren Präsidenten Lars Clausen zusammen.
Im Sinne Tönnies’ als Gelehrten und Genossen seiner Zeit(en) wurden wissenschaftliche und tagesbezogene Tätigkeiten entwickelt. Als solide Grundlage für die beabsichtigte Wirkung wurde früh eine Ausgabe des Werkes von Ferdinand Tönnies erörtert.
Die Schriftenreihe Materialien der Ferdinand-Tönnies-Arbeitsstelle (Hg. Rolf Fechner) legte als Bd. 1 eine Bibliografie zur Tönnies-Sekundärliteratur vor. 1984 veranstaltete die FTA in Husum eine Arbeitstagung zum Verhältnis zwischen Theodor Storm und Ferdinand Tönnies (Bd. 2: Der Dichter und der Soziologe, hgg. von Rolf Fechner). 1987 wurde ein internationales Kolloquium in der Grenzakademie Sankelmark organisiert („Lokalkultur und Weltgesellschaft“, dessen Ergebnisse erschienen, als Bd. 9., hgg. von Alexander Deichsel / Rolf Fechner). Die ‚Hamburger Schule‘ der Tönnies-Deutung betonte die strukturellen der tönniesschen Entdeckungen. Der Lehrplan des Instituts für Soziologie der Hamburger Universität Hamburg bot regelmäßig Möglichkeiten, sich anhand Tönnies’ Werk zu bilden. Ein langfristig angelegtes Lehr- und Forschungsprogramm führte zu zahlreichen Abschlussarbeiten.
1985 legte Rolf Fechner ein Schriftenverzeichnis von Tönnies vor (erweitert 1992 als Ferdinand Tönnies Werkverzeichnis in der Reihe Tönnies im Gespräch) und veröffentlichte Materialien für den Editionsplan einer Ferdinand-Tönnies-Gesamtausgabe. 1988 wurde unter Mitwirkung der FTA von zahlreichen Forschern und Forscherinnen in der Akademie Sankelmark die Tönnies-Gesamtausgabe (TG) konzipiert, die 1990 zur Basis der auf 24 Bände angelegten TG der Kieler Ferdinand-Tönnies-Gesellschaft wurde. Die FTA übernahm in diesem Rahmen die Edition von Tönnies’ umfangreichstem Werk, der Kritik der öffentlichen Meinung (1922), die 2002 erschien.
1989 hielt Alexander Deichsel am Collège de France in Paris Vorlesungen über deutsche Kultursoziologie, insbesondere über Ferdinand Tönnies, und von nun an regelmäßig an der Staatlichen Universität St. Petersburg zu Tönnies und dessen Wirkung. Ein Arbeitsprojekt innerhalb der Partnerschaft der Universitäten St. Petersburg/Hamburg förderte die sozialwissenschaftliche Ausbildung von Führungskräften in Russland (Rimma Schpakowa/Soziologie, M. Kagan/Philosophie, A. Deichsel, R. Waßner, A. Postler, T. Lidokhover). In St. Petersburg erschien dann 2003 von Rimma Shpakova „Tovarnyj znak v Evrope i Rossii voprosy teorii i istorii Nemeckaja sociologija / Deutsche Soziologie“ mit repräsentativen Beiträgen zu Tönnies.
Zur Schließung der Hamburger Ferdinand-Tönnies-Arbeitsstelle 2002 gab Alexander Deichsel seinen Rechenschaftsbericht in einem Vortrag: Die Sprengung des sozialen Atoms – Gemeinschaft und Gesellschaft bei Ferdinand Tönnies.

### Klagenfurt seit 2003
Die Arbeitsstelle wurde 2003 an die Fakultät für Interdisziplinäre Forschung und Fortbildung der Alpen-Adria-Universität Klagenfurt überführt und dort unter der Leitung Rolf Fechners im Institut „Technik- und Wissenschaftsforschung“ etabliert.
Sie veranstaltete dort zusammen mit der Ferdinand-Tönnies-Gesellschaft und dem Institut für Soziologie der Universität Kiel 2004 das IV. Internationale Tönnies-Symposion (publiziert als Öffentliche Meinung zwischen neuer Wissenschaft und neuer Religion. Ferdinand Tönnies’ »Kritik der öffentlichen Meinung« in der internationalen Diskussion, hgg. von R. Fechner / A. Bammé / L. Clausen, Reihe Tönnies im Gespräch, Bd. 3, Profil-Verlag, München/Wien 2005). Ferner wurden im Rahmen der Ferdinand-Tönnies-Gesamtausgabe die Bände 7 (1905–1906, hg. von Arno Bammé u. Rolf Fechner) sowie Band 10 (1916–1918, hg. von Arno Mohr u. Rolf Fechner) bearbeitet.
Mittlerweile sind als Band 13 der „Materialien der Ferdinand-Tönnies-Arbeitsstelle“ Tönnies’ soziologische Schriften aus den Jahren 1889–1905 im Profil Verlag erschienen, dort auch als Band 14 Tönnies’ Schriften und Rezensionen zur Anthropologie sowie als Band 15 Tönnies’ Schriften zu Friedrich Schiller anlässlich dessen 250. Geburtstages mit einem Nachwort Erinnerung an Schiller des Büchner-Preisträgers Josef Winkler. Als Band 16  folgte 2010 Tönnies’ Schriften und Rezensionen zur Religion, als Band 17 folgte die Monographie „Geist der Neuzeit“; ebenfalls 2010 erschienen die „Schriften zur Staatssoziologie“. 2011 erschienen die „Schriften zum Hamburger Hafenarbeiterstreik“  als Band 19. Weitere Schriften wurden bis heute veröffentlicht, u. a. die Monographie „Philosophische Terminologie in psychologisch-soziologischer Ansicht“ (2011). Als Herausgeber fungiert Arno Bammé.